# Saprinus infimus
Saprinus infimus är en skalbaggsart som beskrevs av Vienna 1997. Saprinus infimus ingår i släktet Saprinus och familjen stumpbaggar. Inga underarter finns listade i Catalogue of Life.